# Jane Moran
Jane Moran, född 6 juni 1985 i Murwillumbah i New South Wales, är en australisk vattenpolospelare. Hon deltog i den olympiska vattenpoloturneringen i London där Australien tog brons.